# Maggi Hambling

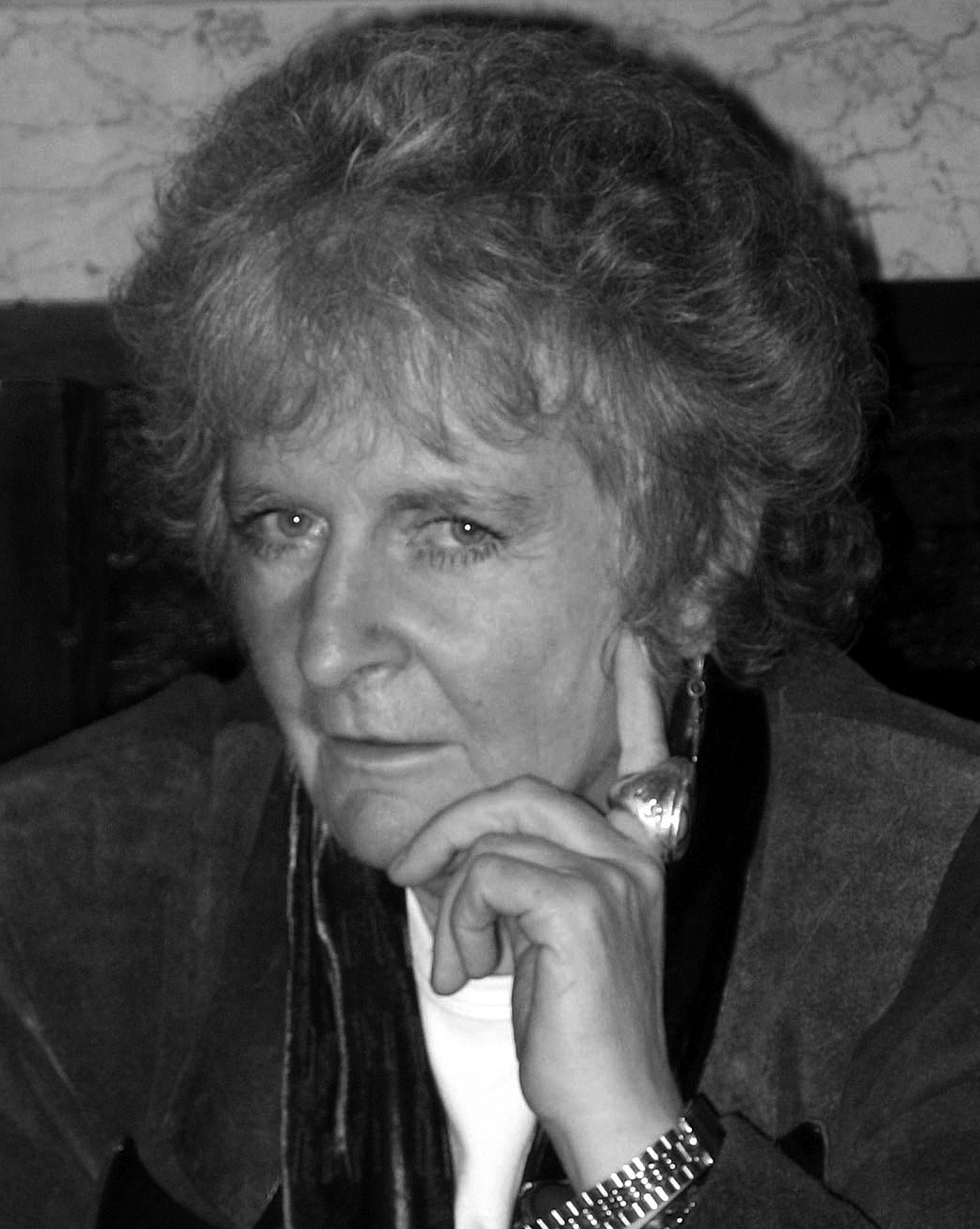
Maggi Hambling 2006

Margaret J. Hambling (* 23. Oktober 1945 in Sudbury) ist eine britische Künstlerin. Obwohl sie in erster Linie Malerin ist, erlangte sie vor allem durch ihre Skulpturen Bekanntheit. Ihre drei bekanntesten öffentlichen Werke sind ein Denkmal für Oscar Wilde im Zentrum von London (1998), eine Skulptur in Form einer Jakobsmuschel am Strand von Aldeburgh, die Benjamin Britten gewidmet ist (2003) sowie eine Statue für Mary Wollstonecraft (2020). Alle drei Werke wurden kontrovers diskutiert.

## Leben
Maggi Hambling wurde als jüngstes von drei Kindern von Harry Hambling, einem Mitarbeiter der örtlichen Barclays Bank, und Marjorie Rose Harris geboren, die am 10. Mai 1933 geheiratet hatten.
Hambling wuchs in Hadleigh auf, einer kleinen Marktstadt, wo die Familie in einem mit Blauregen bedeckten georgianischen Haus lebte. Sie ging in die private Mädchenschule Amberfield School in Nacton. Ihre Kunstlehrerin erkannte ihr künstlerisches Talent früh. Ab 1960 studierte sie an der Kunstschule East Anglian School of Painting and Drawing bei Cedric Morris und Arthur Lett-Haines, beides angesehene Maler, die die 1920er Jahre in Paris verbrachten und mit Juan Gris, Fernand Léger und Marcel Duchamp bekannt waren. Diese Schule, an der bereits Lucian Freud unterrichtet wurde, befand sich am Rande von Hadleigh. Auch Kathleen Hales, die Schöpferin von Orlando (The Marmalade Cat), hatte ihr eigenes Zimmer im Haus. Es wurde von Cedric Morris und Arthur Lett-Haines geleitet, beides angesehene Maler, die die 1920er Jahre in Paris verbrachten und sich, genauer gesagt, mit Juan Gris, Fernand Léger und Marcel Duchamp vermischt hatten. Von 1962 bis 1964 studierte Hambling an der Ipswich School of Art bei Laurence Self und Colin Moss, von 1964 bis 1967 an der Camberwell School of Arts & Crafts, an der Hambling besonders von Robert Medley beeinflusst wurde und schließlich an der Slade School of Fine Art in London, wo sie 1969 ihren Abschluss machte. Hier liebäugelte Maggi Hambling auch mit Konzeptkunst und arbeitete zwei Jahre lang zusammen mit anderen an einem audiovisuellen Werk.
5 Jahre nachdem Maggi Hamblings Vater mit 60 Jahren in Rente ging, fing auch er an zu malen. Er brachte es auf sieben Einzelausstellungen seiner Arbeiten, stellte zweimal auf der Sommerausstellung der Royal Academy of Arts aus und zeigte seine Werke auch in einigen gemeinsamen Ausstellungen zusammen mit seiner Tochter Maggi.
Seit 1969 unterrichtet Maggi Hambling Malerei und Zeichnen am Morley College in London. Sie war außerdem am Wimbledon College of Arts tätig.
Seit 1983 steht Maggi Hambling in einer Liebesbeziehung zur Malerin Tory Lawrence, mit der sie seit 1984 in einem viktorianischen Haus in der Altstadt von Clapham mit Loft Studio wohnt und arbeitet. Ein weiteres Haus der beiden Künstlerinnen, ein Cottage auf dem Land, befindet sich in Saxmunham. 1994 hinterließ ihr Lady Gwatkin, die Maggi Hambling bewunderte und 1988 ein Gemälde von ihr kaufte, das Haus.
Anlässlich der Eröffnung der Francis-Bacon-Ausstellung in der Londoner Hayward Gallery am 4. Februar 1998 begegnete Maggi Hambling Henrietta Moraes, die in den 1950er und 1960er Jahren eine Muse für Künstler wie Lucian Freud und Francis Bacon war. Einige Tage später bat Moraes Hambling um 400 Pfund, um Rechnungen bezahlen zu können und Hambling schlug ihr vor, für sie Modell zu stehen. Im Mai 1998 begann Moraes jeden Montag für Hambling Modell zu stehen und bereits bei der zweiten Sitzung schrieb Maggi Hambling in ihr Skizzenbuch „I have become Henrietta's subject, rather than she mine“. Es entwickelte sich bis zum Tod von Henrietta Moraes Anfang 1999 eine kurze aber intensive Liebschaft. Als Henrietta Moraes starb, zeichnete Hambling sie an diesem Nachmittag in der Leichenhalle des Krankenhauses und einige Tage später erneut in ihrem Sarg.
Im Jahre 2006 schloss sich Maggi Hambling dem Widerstand gegen ein völliges Rauchverbot an öffentlichen Orten in Großbritannien an. Bei einer Pressekonferenz im Unterhaus versammelten sich prominente Raucherinnen und Raucher, um Vorschläge zum Rauchverbot in allen lizenzierten Räumlichkeiten zu kritisieren. Obwohl Maggi Hambling selbst erst mit 59 Jahren das Rauchen aufgab, unterstützte sie die Kampagne und setzte sich für die Wahlfreiheit ein. Im Jahre 2014 war Mary Hambling eine der mehr als 200 Persönlichkeiten des öffentlichen Lebens, die sich in einem offenen Brief an die Menschen in Schottland wandten und sie aufforderten, sich gegen die Unabhängigkeit auszusprechen.

## Werke

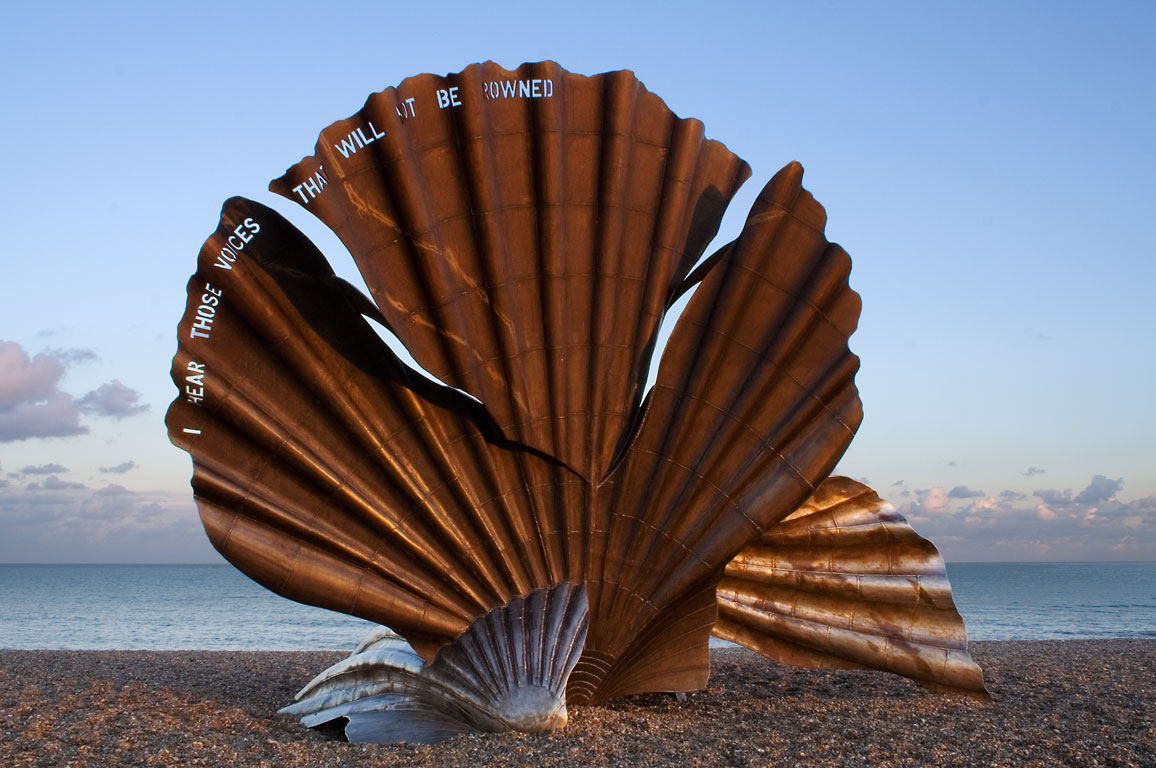
The Scallop (2003)

Eines der berühmtesten Werke von Maggi Hambling ist die 2003 geschaffene Skulptur The Scallop, die am Strand von Aldeburgh steht und dort als Tribüne mit Blick auf die Wellen und als Unterschlupf fungiert. Die Skulptur in Form einer Jakobsmuschel wurde von Maggi Hambling zum Gedenken an Benjamin Britten angefertigt. Sie besteht aus einem Paar übergroßer, fast vier Meter hoher Jakobsmuschelschalen aus Stahl, die von einer örtlichen Gießerei von Sam und Dennis Pegg, einem Team aus Vater und Sohn, aus einem etwa 10 Zentimeter großen Modell der Künstlerin hergestellt und die anschließend am Strand von Aldeburgh installiert wurden. Der Rand der Hauptschale ist mit den Worten "I hear those voices that will not be drowned" durchbrochen, die Benjamin Brittens Oper Peter Grimes entnommen wurden. Benjamin Britten verbrachte den größten Teil seines Lebens in Aldeburgh. Die wilde Küste inspirierte ihn zu einigen seiner beliebtesten Werke, darunter die Oper Peter Grimes. Die Skulptur wurde am Samstag, 8. November, um 12 Uhr vom ehemaligen Kulturminister Chris Smith enthüllt. Die Kosten für die Herstellung des Kunstwerks, £75,000 wurden durch Hunderte privater Einlagen, einen kleinen Betrag aus Geldern des Arts Council und durch einen Sonderverkauf von 60 ihrer Gemälde zu je 250 £ aufgebracht. Das Kunstwerk führte bei einer Gruppe der örtlichen Gemeinde zu Beschwerden und einer Petition mit 1000 Unterschriften, die beklagt, dass das monströse Werk die Sicht versperre und ein Schandfleck sei.

“There is a large groundswell of opinion against the siting of the sculpture on a beautiful empty stretch of beach. We do not object to the sculpture, but it is in the wrong place and should not have been out there.”

Andere wiederum begrüßten die Skulptur, da sie eher die Sicht verbessere, eine passende Erinnerung an Britten darstellen würde und somit den Tourismus ankurbeln könnte.

“It is superbly sited and, whatever the weather or the state of the sea, it always blends in with the natural beauty of the scene.”

In den ersten drei Monaten des Jahres 2004 wurde die Skulptur zweimal zerstört, indem Farbe darüber gegossen wurde. In der Lokalzeitung wurde eine Umfrage durchgeführt, um zu entscheiden, ob die Skulptur verschoben werden sollte. Zwei Drittel der Befragten sprach sich für den Verbleib der Skulptur am bisherigen Platz aus. Kontroversen und Vandalismus gingen jedoch weiter. In den Folgejahren wurde das Werk regelmäßig mit Graffiti-Slogans wie „IT’S AN OLD TIN CAN“ oder „HAPPY NEW YEAR“ beschmiert.
Maggi Hambling beschreibt ihr Werk so:

“The juxtaposition of the sculpture to the sea is crucially important - the way the undulations of the shell echo the waves and the whole point is a conversation with the sea.”

“An important part of my concept is that at the centre of the sculpture, where the sound of the waves and the winds are focused, a visitor may sit and contemplate the mysterious power of the sea.”

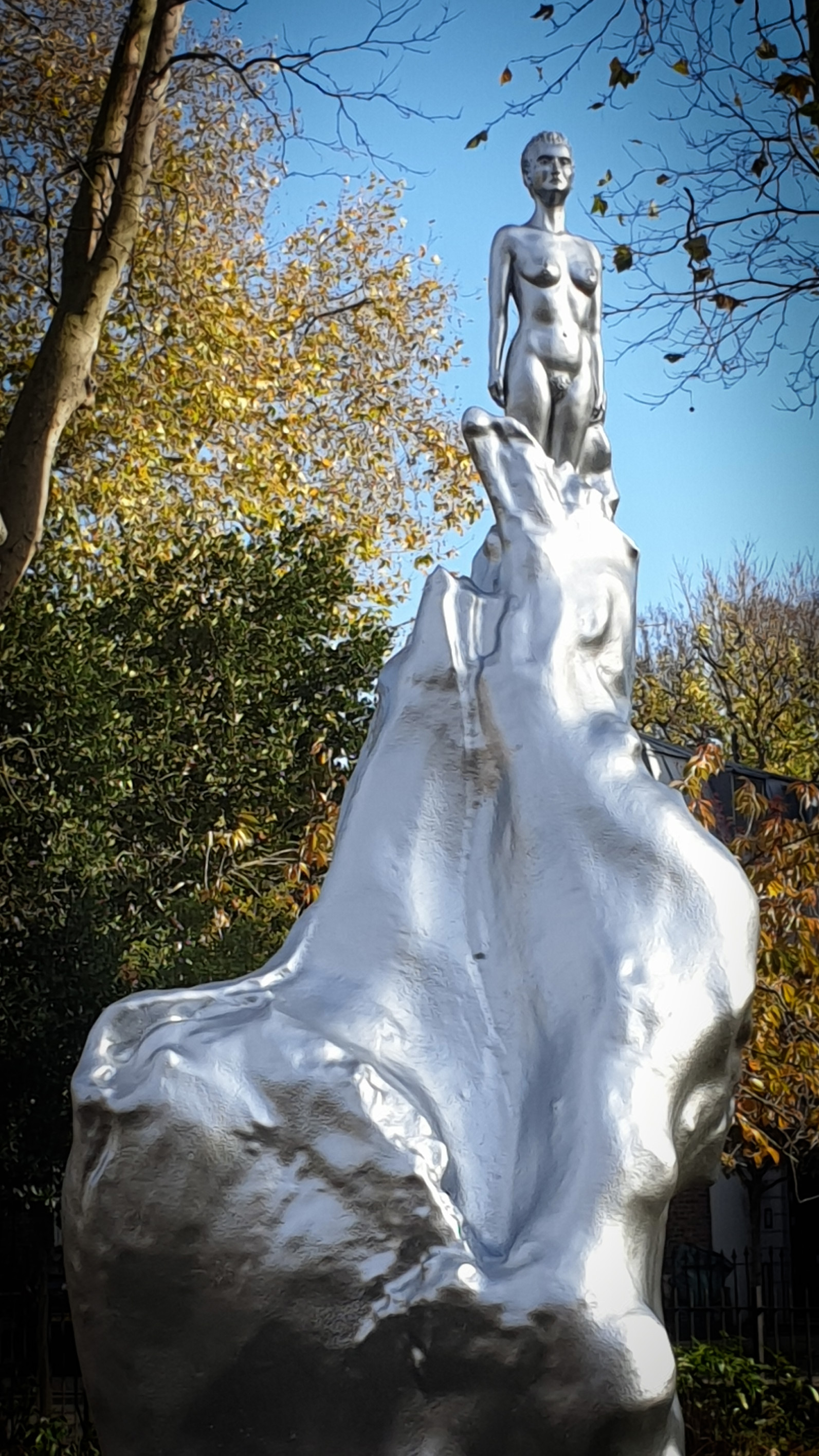
Mary Wollstonecraft (2020)

Nicht weniger kontrovers diskutiert ist die 2020 geschaffene Skulptur Mary Wollstonecraft, eine feministische Philosophin des 18. Jahrhunderts. Die Skulptur ist aus versilberter Bronze gegossen und stellt eine nackte Frau dar, die mit Kraft aus der Verschmelzung anderer weiblicher Körper hervorgeht. Das Werk steht im Newington Green im Norden Londons, da Wollstonecraft hier ihre Wurzeln hatte und hier im Alter von 25 Jahren ein Mädcheninternat eröffnete. Die Figur der Statue entsteht aus organischer Materie und ist von Wollstonecrafts Anspruch inspiriert, „the first of a new genus“ zu sein. Auf dem Sockel der Skulptur ist ihr berühmtestes Zitat zu sehen: „I do not wish women to have power over men but over themselves“. Eine Petition mit 4000 Unterschriften befürwortete ein Denkmal für Wollstonecraft, welches durch ein 10 Jahre dauerndes Fundraising mit dem Ziel 143.000 £ zu erreichen, finanziert wurde. Auch dieses Werk wurde kontrovers diskutiert, da es Mary Wollstonecraft nackt darstelle und sie somit sexualisiere.
Hambling argumentierte dagegen:

“The point is that she has to be naked because clothes define people. We all know that clothes are limiting and she is everywoman. She’s everywoman and clothes would have restricted her. Statues in historic costume look like they belong to history because of their clothes. It’s crucial that she is ‘now’. The whole sculpture is called ‘for Mary Wollstonecraft’ and that’s crucially important. It’s not an idea ‘of’ Mary Wollstonecraft naked… the sculpture is for now.”

### Weitere Werke (Auswahl)
Maggi Hamblings Werk tendiert zu einer expressionistischen Malweise. Manche ihrer Porträts wurden noch während der Sitzungen fertiggestellt, manche erst zu einem späteren Zeitpunkt aus dem Gedächtnis vollendet.
- 1961: Untitled, Öl auf Leinwand[30]
- 1963: Head of Bernard Reynolds[31]
- 1963: Rosie, the stuffed rhinoceros, Ipswich Museum, Ipswich[32]
- 1964: View through a window, Öl auf Holz[30]
- 1972: Midnight[30]
- 1973: Personage (2), Öl auf Leinwand[30]
- 1973: Public Bar 2, Öl auf Leinwand[33]
- 1973: Con in the Gallery, Öl auf Leinwand[34]
- 1973: Portrait of Frances Rose, Öl auf Leinwand, Tate Gallery, London[1][35][A 3]
- 1975: Frances Rose, painted from memory[36]
- 1975: Punch and Judy, Öl auf Leinwand[30][37]
- 1975–1976: Lett Laughing63
- 1976: Miss Mace, Saturday Night, Öl auf Leinwand[30]
- 1976: The Hangover, Öl auf Leinwand[30]
- 1976: Clown 822
- 1976: Portrait of Mark, Öl auf Leinwand[30]
- 1977: Lovers, Öl auf Leinwand[30]
- 1977: Private View, Öl auf Leinwand[30]
- 1977: Study of a circus elephant and a swan verso, Öl auf Leinwand[30]
- 1977–1978: Maggi Hambling, in: National Portrait Gallery, London[38]
- 1978: Let Asleep, Öl auf Leinwand[30]
- 1978: Lovers, Öl auf Leinwand[30]
- 1979–1980: The Mirror Bar, Öl auf Leinwand[30]
- 1980: My Mother (triptych), Öl auf Leinwand[30]
- 1980: Three People at a Bus Stop, Öl auf Leinwand[1]
- 1980: Portrait of a Warder, National Gallery, London[2]
- 1981: Max Wall and his Image, Tate Gallery, London[39] 91
- 1981: The National Gallery, Öl auf Leinwand[30]
- 1982: Max sitting, Öl auf Leinwand[30]
- 1982: Cedric Morris on his deathbed67
- 1983: Red Head in Bedroom, Öl auf Leinwand[30]
- 1983–1984: Anthony, Öl auf Leinwand[30]
- 1983–1984: A seated male nude, Anthony, Öl auf Leinwand[30]
- 1985: Card trick at the North Pole, pub Clapham, Öl auf Leinwand[30]
- 1985: Dorothy Hodgkin, Öl auf Leinwand, National Portrait Gallery, London[40]
- 1985: July Sunrise, Orwell Estuary, No. 2, Contemporary Art Society, London[41]
- 1985: Shop Window, Red Light District, Barcelona, Öl auf Leinwand, Museu Calouste Gulbenkian, Lissabon[42]
- 1986: Portrait of Dr David Brown, Tate Gallery, London[43]
- 1986–1987: Minotaur Surprised while Eating, Tate Gallery, London[44]
- 1987: Venice Sunset, Öl auf Leinwand[30]
- 1988: Alan John Percivale Taylor, Öl auf Leinwand, National Portrait Gallery, London[45]
- 1988: My mother dead VII[36]
- 1988: Sunrise 14.8.88, Tate Gallery, London[46]
- 1988: SUNRISE, HADLEIGH, SUFFOLK, 16.8.88 (2), Wasserfarbe[47]
- 1989: Female Sunrise, Öl auf Leinwand[48]
- 1989: Portrait of Christina, Öl auf Leinwand[30]
- 1989: Sunset, Öl auf Leinwand[30]
- 1989: Untitled, Öl auf Leinwand[30]
- 1990: Artist in hot studio, Öl auf Leinwand[30]
- 1990: August night, Öl auf Leinwand[30]
- 1990: Mud Dream 1, Tate Gallery, London[49]
- 1990: Mud Dream 2, Tate Gallery, London[50]
- 1990: Mud Dream 3, Tate Gallery, London[51]
- 1990: Mud Dream 4, Tate Gallery, London[52]
- 1990: Mud Dream 5, Tate Gallery, London[53]
- 1990: Mud Dream 6, Tate Gallery, London[54]
- 1990: Mud Dream 7, Tate Gallery, London[55]
- 1990: Sunrise 11.7.90, Tate Gallery, London[56]
- 1990: Sunrise 16.8.90, Tate Gallery, London[57]
- 1990: Dragon Morning, Tate Gallery, London[58]
- 1990: Sunrise, Orwell Estuary (No.5)[48]
- 1990: Untitled, Öl auf Leinwand[30]
- 1991: Champagne Laugh, Öl auf Leinwand[59]
- 1991: Ladybird Laugh, Wasserfarbe und Gouache auf Papier[48]
- 1991: Laugh, Wasserfarbe mit Gouache[48]
- 1991: Strawberry Laugh, Wasserfarbe und Gouache auf Papier[48]
- 1991: A Laugh with the Rokeby Venus, National Gallery, London[60]
- 1992: Lake Isle of Innisfree, Wasserfarbe und Gouache auf Papier[48]
- 1994: War Coffin, Tate Gallery, London[61]
- 1994: Heron (ardea cinerea), Papier und Kupfer, Museu Calouste Gulbenkian, Lissabon[62]
- 1996: Oscar and Bosie, Öl auf Leinwand[30]
- 1997: Father, Late December 1997, Tate Gallery, London[63]
- 1998: Portrait of Derek Jarman[64][65][A 4]
- 1998: A Portrait of Oscar Wilde, Wasserfarbe, Gouache und Tinte[30]
- 1998: George Melly, Öl auf Leinwand[66]A Conversation with Oscar Wilde (1998)

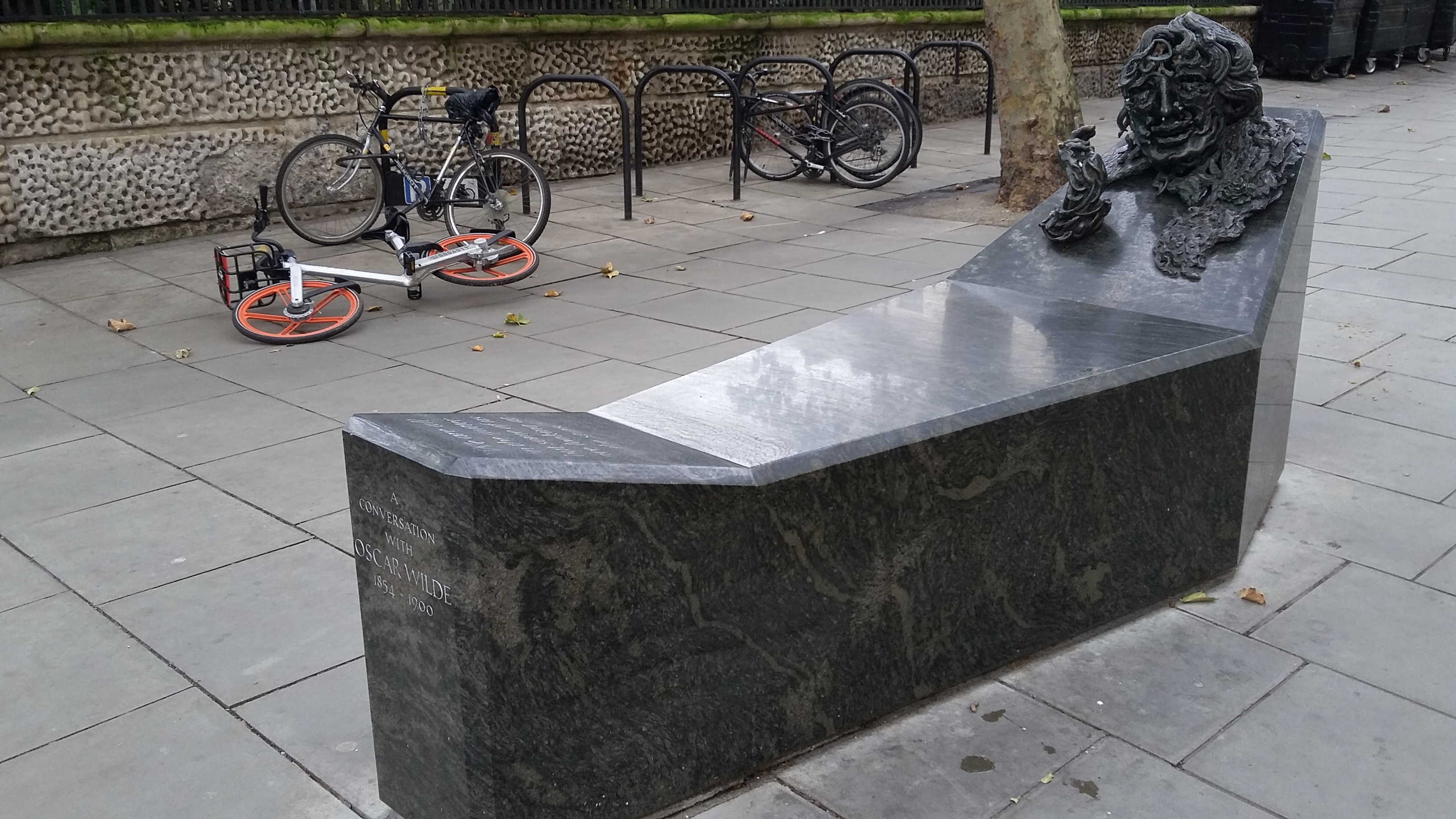
A Conversation with Oscar Wilde (1998)

- 1998: A Conversation with Oscar Wilde, London[2][17][18][20][67][68][69][70][A 5]
- 1998: Skizzenbuch mit Zeichnungen von Harry Hambling, British Museum[7][71][A 6]
- 1999: Henrietta Moraes in her coffin[36]
- 2000: John Berger, Tinte und Wasserfarben, National Portrait Gallery[72]
- 2000: Sir Michael Gambon[73]
- 2000: Thames Walk, Battersea Park[30]
- 2000: Two Macaws[74]
- 2001: David Sylvester, Marlborough Gallery, New York[75]
- 2001: Dreaming[30]
- 2001–2002: Double Portrait, Marlborough Gallery, New York[75][A 7]
- 2002: At the seaside, Öl auf Holz[30]
- 2002: Evening December I, Öl auf Leinwand[30]
- 2002: November II, Öl auf Leinwand[30]
- 2002: Still Life with Ox Tongue (I)[48]
- 2003: August Sunrise with Mist, Öl auf Leinwand[30]
- 2003: Cormorant with Fish IX, Öl und Acryl auf Leinwand[30]
- 2004: Erosion April, Öl auf Leinwand[30]
- 2004: Sebastian in a Hermès scarf, British Museum, London[76]
- 2004: Michael Jackson, Öl auf Leinwand[77][78][A 8]
- 2005: Dark Morning, Öl auf Leinwand[30]
- 2005: High Summer Sea, Öl auf Leinwand[30]
- 2005: Waves, Öl auf Holz[30]
- 2005: Copulating Frogs II, Öl auf Leinwand[30]
- 2005: Early morning November, Öl auf Leinwand[30]
- 2005: Portrait of a Woman, Öl auf Leinwand[30]
- 2006: High Summer Sea, Öl auf Holz[30]
- 2006: Summer Waves, Öl auf Holz[30]
- 2006: Portraits of the Sea, Öl auf Holz[30]
- 2006: Stephen Fry musing, Siebdruck[79][A 9]
- 2006–2007: High Sea, August, Öl auf Leinwand[30]
- 2007: August Sunrise, Öl auf Leinwand[30]
- 2007: Cascading Wave, Öl auf Leinwand[30]
- 2007: George Always I, Öl auf Leinwand[30]
- 2007: March Wave Rolling, Öl auf Leinwand[30]
- 2007: Wave Breaks, Öl auf Leinwand[30]
- 2007: Waves, Öl auf Leinwand[30]
- 2008: Storm Wave[30]
- 2008: Wave, Öl auf Leinwand[30]
- 2008: Sunrise III, Öl auf Pappe[1][30]
- 2008–2009: January morning, Öl auf Leinwand[30]
- 2009: Gentle Summer Wave, Öl auf Leinwand[30]
- 2009: Hunting Owl No. 3, Öl auf Holz[30]
- 2009: Wave, Öl auf Leinwand[30]
- 2009: Splintering Wave, Öl auf Leinwand[30]
- 2009: Summer Wave Tunnel, Öl auf Leinwand[1]
- 2009: Waterfall Evening, Öl auf Leinwand[30]
- 2009: Waves at Sunset, Öl auf Leinwand[30]
- 2010: Wall of Water I[36]
- 2010: Wave, Öl auf Holz[30]
- 2010: Winter wave crashing, Marlborough Gallery, New York[75]
- 2010 The Brixton Heron, London[18]
- 2011: Before Sunrise, Öl auf Leinwand[30]
- 2011: Night Wave II, Öl auf Holz[30]
- 2011: Night Waves, Öl auf Leinwand[30]
- 2011: Sebastian Horsley, Marlborough Gallery, New York[75]
- 2011: Wall of water VI, Marlborough Gallery, New York[75]
- 2011: Summer Wave II, Öl auf Leinwand[30]
- 2011: Summer Wave III, Öl auf Leinwand[30]
- 2011: Summer Wave IV, Öl auf Leinwand[30]
- 2011: Untitled, Öl auf Holz[30]
- 2011: Wall of Water, Amy Winehouse, Öl auf Leinwand[80]
- 2011: Waves, Öl auf Holz[30]
- 2012: Night Waves No. 1, Öl auf Holz[30]
- 2012: Portrait of Sebastian Horsley, Öl auf Leinwand[30]
- 2012: Untitled, Öl auf Leinwand[30]
- 2012: Wave Crest I, Öl auf Holz[30]
- 2013: Barn Owl Hunting, Öl auf Holz[30]
- 2013: Homunculus[81]
- 2013: The Resurrection Spirit, St. Dunstan’s Church, Mayfield[18]
- 2013: Wave, Öl auf Holz[30]
- 2013: The Winchester Tapestries, Kathedrale von Winchester, Winchester[18]
- 2013: Camp Bush Bird, Africa VI, Öl auf Holz[30]
- 2013: Sarah Lucas (I), Öl auf Leinwand[30]
- 2013: Sleeper[81]
- 2013–2017: December Sunrise[30]
- 2014: Laughing Summer Wave 2, Öl auf Holz[30]
- 2014: North Sea Rolling, Öl auf Leinwand[48][82]
- 2014: Survivor[81]
- 2014: War Requiem II Victim XXXXI, Öl auf Leinwand[30]
- 2014–2015: Edge II, Öl auf Leinwand[81]
- 2014–2015: Wall of Water, Öl auf Leinwand[30]
- 2015: Edge III, Öl auf Leinwand[81]
- 2015: Hamlet, Öl auf Leinwand[83][84][A 10]
- 2015: Night Wave Crashing, Öl auf Leinwand[30]
- 2015: Night Waves, Öl auf Holz[30]
- 2015: Politician[9][81][A 11]
- 2015: Sea at Sunset, Öl auf Holz[30]
- 2015: War Requiem II: Victim, Öl auf Leinwand[30]
- 2016: Aleppo, Öl auf Leinwand[81]
- 2016: Atrophied Bird[81]
- 2016: Beethoven, Öl auf Leinwand[81]
- 2016: Edge VI, Öl auf Leinwand[81]
- 2016: Edge VIII, Öl auf Leinwand[81]
- 2016: Ghost, Öl auf Leinwand[81]
- 2016: Hangover, Öl auf Leinwand[81]
- 2016: Hunger[81]
- 2016: Night Waves, Öl auf Holz[30]
- 2016: Rite of Spring I, Öl auf Leinwand[30]
- 2016: 2016, Tate Gallery, London[9][83][85][A 12]
- 2016–2017: Leonard Cohen, Öl auf Leinwand[81]
- 2017: Self portrait, Öl auf Leinwand[6]
- 2017: Moon and Sea, Öl auf Holz[30]
- 2017: Summer wave with gull, Öl auf Leinwand[30]
- 2018: Laughing IX, Marlborough Gallery, London[32]
- 2018: Trump, Öl auf Leinwand[1]
- 2018: The last baboon, Marlborough Gallery, New York[75]
- 2018: Wave Crest, Summer Sea (II), Öl auf Leinwand[30]
- 2019: Rhino without horn[36]
- 2019: Self-portrait, Marlborough Gallery, London[32][36]
- 2020: Covid Spring[86]
- 2020: Elephant Without Tusk[86]
- 2020: Lion In Enclosure[86]
- 2020: Young Dancing Bear[86]
- 2020: Moon and Sea, Acryl auf Holz[30]
- 2020: Self-Portrait (Angry), Öl auf Leinwand[86]
- 2020: Self-Portrait, Working[86]
- 2020–2021: Dancing Bear, Marlborough Gallery, New York[75]
- 2021: Edge XIII[36]
- 2021: Ice Cap Melting, Öl auf Holz[87]
- 2022: Moon and Sea, Öl auf Holz[30]

## Gruppenausstellungen (Auswahl)
- 1973: Artist’s Market, Warehouse Gallery, London[18]
- 1974: British Painting ’74, Hayward Gallery, London[18]
- 1974: Critic’s Choice, Tooths Gallery, London[18]
- 1976: The Human Clay, Hayward Gallery, London[18]
- 1979: 6 British Artists, British Council Drawing Exhibition[18]
- 1979: The British Art Show, Mappin Art Gallery, Sheffield[18]
- 1979: Narrative Paintings, Arnolfini Gallery, Bristol[18]
- 1980: British Art, 1940–80, Hayward Gallery, London[18]
- 1980: The Mirror Bar, London[18]
- 1981: The Subjective Eye, Midland Group, Nottingham[18]
- 1982: Private Views, Arts Council[18]
- 1983: Pintura Britanic Contemporanea, Museo Municipal, Madrid[18]
- 1983: 3 Decades of Artists, Royal Academy of Arts, London[18]
- 1983: Britain Salutes New York, Marlborough Gallery, New York[18]
- 1984: The Hard-Won Image, Tate Gallery, London[18]
- 1985: A Singular Vision, Royal Albert Memorial Museum, Exeter[18]
- 1985: In Their Circumstances, Usher Hall, Lincoln[18]
- 1985: Human Interest, 50 Years of British Art About People, Cornerhouse, Manchester[18]
- 1986: Visual Aid for Band Aid, Royal Academy of Arts, London[18]
- 1986: Artist and Model, Whitworth Art Gallery, Manchester[18]
- 1986: In Close Up, National Portrait Gallery, London[18]
- 1987: The Self-Portrait, Artsite, Bath[18]
- 1988: Ausstellung Harry und Maggi Hambling, Colchester[10][A 13]
- 1988: Artists and National Parks, Victoria and Albert Museum, London[18]
- 1989: Within These Shores, A Selection of Works from the Chantrey Bequest 1883–1985, Sheffield City Art Gallery, Sheffield[18]
- 1989: Salute to Turner, Thomas Agnew & Sons, London[18]
- 1989: Picturing People—British Figurative Art Since 1945, British Council, Kuala Lumpur, Hong Kong und Singapur[18]
- 1990: Nine Contemporary Painters, City of Bristol Museum and Art Gallery, Bristol[18]
- 1991: Modern Painters, Manchester Art Gallery, Manchester[18]
- 1992: Eighty Years of Collecting, The Contemporary Art Society, Hayward Gallery, London[18]
- 1992: Life into Paint: British Figurative Painting of the 20th Century, British Council, Israel-Museum, Jerusalem[18]
- 1993: Images of Christ, St. Paul’s Cathedral, London[18]
- 1993: The Portrait Now, National Portrait Gallery, London[18]
- 1994: Here and Now, Serpentine Gallery, London[18]
- 1996: Head First: Portraits from the Arts Council Collection, City Art Gallery, Leicester, Southampton City Art Gallery, Southampton, Abbot Hall Gallery, Kendal, Hatton Gallery, Newcastle upon Tyne, Victoria Art Gallery, Bath, Graves Art Gallery, Sheffield und Ferens Art Gallery, Kingston upon Hull[18]
- 1997: British Figurative Art, Part One: Painting—The Human Figure, Flowers East, London[18]
- 1997: Animals in Art, Harris Museum and Art Gallery, Preston[18]
- 1998: Suffolk—A Female Focus, Ipswich Museum, Ipswich[18]
- 1998: ARTAID 98, Edinburgh City Art Centre, Edinburgh[18]
- 2000–2001: Painting the Century—101 Portrait Masterpieces 1900–2000, National Portrait Gallery, London[18]
- 2001: Out of Line, Drawings from the Arts Council Collection, London International Small Print Biennale, London und Morley Gallery, London[18]
- 2001: Behind the Mask, Hatton Gallery, Newcastle upon Tyne und Bowes Museum, Durham[18]
- 2001: About Face—Get Your Head around Sculpture, Croydon Clock Tower, London[18]
- 2001: The Enduring Image, Abbot Hall Art Gallery, Kendal[18]
- 2004: Summer Exhibition, Marlborough Fine Art, London[18]
- 2006: Drawing Inspiration, Abbot Hall Art Gallery, Kendal[18]
- 2015: Summer Exhibition, Marlborough Fine Art, London[18]
- 2018–2019: The Quick & the Dead, Jerwood Gallery, Hastings[18]
- 2021: RELIC, Snape Maltings, Suffolk[18]
- 2021: Summer Exhibition, Marlborough Gallery, London[18]
- 2023: Christmas Exhibition, IAP Fine Art, London[18]
- 2023: Drawn: 30 Portraits, Ordovas Gallery, London[18]
- 2023: Face to Face: A Celebration of Portraiture, Marlborough Fine Art, London[18]
- 2023: BIG WOMEN, Firstsite, Colchester[18]
- 2024: Maggi Hambling: Teacher, Morley Gallery, London[6]

## Einzelausstellungen (Auswahl)
- 1967: Paintings and Drawings, Hadleigh Gallery, Suffolk[18]
- 1973: Paintings and Drawings, Morley Gallery, London[18]
- 1977: New Oil Paintings, Warehouse Gallery, London[18]
- 1981: Drawings and Paintings on View, National Gallery, London[2]
- 1983: Pictures of Max Wall, National Portrait Gallery, London[2]
- 1987: Maggi Hambling: Paintings, Drawings and Watercolours, Serpentine Gallery, London[88]
- 1990: New Paintings 1989–90, Bernard Jacobson Gallery, London[18]
- 1990: Maggi Hambling, Richard Demarco Gallery, Edinburgh und Maclaurin Art Gallery, Ayr[18]
- 1990: Maggi Hambling: Moments of the Sun, Arnolfini Gallery, Bristol[18]
- 1991: An Eye Through a Decade, Yale Centre for British Art, Newhaven[2][18]
- 1992: The Jemma Series, Monotypes, Bernard Jacobson Gallery, London[18]
- 1993: Dragon Morning, Works in Clay, CCA Galleries, Tilford[18]
- 1993–1994: Towards Laughter, Maggi Hambling, Northern Centre for Contemporary Art, Sunderland[18]
- 1995: Jerwood Painting Prize, Royal Scottish Academy, Edinburgh und Royal Academy of Arts, London[2]
- 1995: Sculpture in Bronze 1993–95, Marlborough Fine Art, London[18]
- 1997: Maggi Hambling—A Matter of Life and Death, Yorkshire Sculpture Park, Yorkshire[18]
- 1997: A Statue for Oscar Wilde, National Portrait Gallery, London[18]
- 1998: A Conversation with Oscar Wilde, Marlborough Fine Art, London[18][19]
- 2001: Henrietta Moraes, Marlborough Fine Arts, London[2][18]
- 2001: Good Friday—Paintings, Drawings & Sculpture 1965–2001, Lady Margaret Hall, Oxford und Gainsborough’s House, Sudbury[18]
- 2001: Father – Drawings and Paintings, Morley Gallery, London[2][18]
- 2003: North Sea Paintings, Aldeburgh Festival Exhibition, Suffolk[18]
- 2004: Maggi Hambling: Thorpeness Sluice & North Sea Waves, Peter Pears Gallery, Aldeburgh[18]
- 2006: Maggi Hambling: Portraits of People and the Sea, Marlborough Fine Art, London[18]
- 2007: Maggi Hambling: No Straight Lines, Octagon Gallery, Fitzwilliam-Museum, Cambridge, Victoria Art Gallery, Bath und Abbot Hall Art Gallery, Kendal[13][18]
- 2007: Maggi Hambling: Waves, Marlborough Fine Art, London[18]
- 2007: Maggi Hambling Waves Breaking—paintings, Northumbria University Gallery, Newcastle upon Tyne[18]
- 2009: Maggi Hambling: North Sea Paintings, New works on paper, Snape Maltings, Snape[18]
- 2009: George Always—Portraits of George Melly by Maggi Hambling, Walker Art Gallery, Liverpool[18]
- 2010: Maggi Hambling: Sea Sculpture—paintings and etchings, Marlborough Fine Arts, London[18]
- 2010: Maggi Hambling: The Wave, Fitzwilliam-Museum, Cambridge[18][21]
- 2013: Wall of Water, Eremitage, St. Petersburg[18]
- 2014: Walls of Water, National Gallery, London[60][A 14]
- 2014: Maggi Hambling: Walls of Water, The National Gallery, London[18]
- 2015: Maggi Hambling: War Requiem and Aftermath, King’s College, London[18]
- 2016: Maggi Hambling, Touch: Works on Paper, British Museum, London[18][86]
- 2017: Edge, Marlborough Fine Art, London[9][18][83][89][A 15]
- 2018: New Portraits, Marlborough Fine Art, London[18]
- 2019: Maggi Hambling: For Beauty Is Nothing but the Beginning of Terror, Chinesische Zentralakademie der Bildenden Kunst, Peking[18][86]
- 2020: Maggi Hambling: 2020, Marlborough Gallery, London, UK[18][86][A 16]
- 2022: Maggi Hambling: Real Time, Marlborough Gallery, New York[18][90]
- 2022: Maggi Hambling: Glyndebourne, Glyndebourne Festival Opera, Lewes[18]
- 2023: Maggi Hambling: On the Edge, Museo Ettore Fico, Turin[18]
- 2023: Maggi Hambling: Maelstrom, Frankie Rossi Art Projects, London[18]
- 2023: Maggi Hambling: Origins, Gainsborough’s House, Suffolk[18]
- 2023: Maggi Hambling: 4AM, Galería Marlborough, Madrid[18]
- 2024: Maggi Hambling: The Night, Pearl Lam Galleries, Hong Kong[18]

## Auszeichnungen
- 1977: Arts Council Award[2]
- 1980–1981: Erste Artist in Residence der National Gallery, London[1][2][60][82][A 17]
- 1995: Preis der Jerwood Foundation[2][65]
- 1995: Order of the British Empire[2][65]
- 2003: “Marsh Award for Excellence in Public Sculpture” für Scallop[24][91][A 18]
- 2010: Order of the British Empire[1][82]

## Publikationen
- Henrietta Moraes by Maggi Hambling: Paintings and Bronzes, Marlborough Fine Arts, London, 2001[92]
- maggi & henrietta, Bloomsbury Publishing, London 2001[18][93]
- Maggi Hambling: Sea Sculpture : Paintings and Etchings, London, 2010[94]
- Maggi Hambling/James Cahill: War Requiem, London, 2015[95]
- Jennifer Ramkalawon: Maggi Hambling: Touch: Works on Paper, London, 2017[96]

## Rezeption
Der Kunstkritiker John Berger schrieb über Maggi Hambling

“If there's one adjective to describe Maggi, it is courage. She is unflinching. She looks at people, sees their shortcomings and their pain, but she doesn't look away.”